# 半熟ファミリア 腹ペコ兄妹の熟成レシピ
『半熟ファミリア 腹ペコ兄妹の熟成レシピ』（はんじゅくファミリア はらペコきょうだいのじゅくせいレシピ）は、羽鳥まりえによる日本の漫画作品。『ごはん日和』『俺流！絶品めし』（ぶんか社）にて同時期に並行連載されており、『ごはん日和』ではVol.12（2018年8月6日発売）からVol.23（2020年6月1日発売）まで、『俺流！絶品めし』ではVol.8（2018年9月3日発売）からVol.19（2020年7月13日発売）まで掲載された。
母親代わりのおばと甥と姪の3人が、ひとつ屋根の下で「熟成」をテーマにした家庭料理を通し、家族の絆を「熟成」する様子を描く。
2023年4月期にBS松竹東急の「月曜ドラマ」枠でテレビドラマ化された。

## 登場人物
筆谷 あかり
食べることが大好きなライター。明るく男勝り。
楓子（かえでこ）
施設に預けられていたあかりの姪。
朔太郎（さくたろう）
父親を亡くし、行くあてのなかったあかりの甥。

## 書誌情報
- 羽鳥まりえ『半熟ファミリア 腹ペコ兄妹の熟成レシピ』 ぶんか社〈ぶんか社コミックス〉、全2巻
  1. 2019年7月13日発売[7]、ISBN 978-4-8211-3820-3
  2. 2020年8月17日発売[8]、ISBN 978-4-8211-3948-4

## テレビドラマ
『半熟ファミリア』（はんじゅくファミリア）のタイトルで、2023年4月3日から6月26日まで、BS松竹東急の「月曜ドラマ」枠で放送された。主演は平祐奈。
ドラマの最後に「きょうの料理をつくってみよう!」と題して、その放送回に登場した料理のレシピが紹介された。

### キャスト

#### 主要人物
筆谷あかり（ふでたに あかり）
演 - 平祐奈
食べることと飲むことが大好きなライター。明るく男勝り。
幸泉朔太郎（こいずみ さくたろう）
演 - 浅川大治
あかりの甥（あかりの姉の息子）。楓子の異父兄。
筆谷楓子（ふでたに かえでこ）
演 - 吉田萌果
あかりの姪（あかりの姉の娘）。朔太郎の異父妹。

#### 周辺人物
西園寺勝利（さいおんじ かつとし）
演 - 千綿勇平（第4話・第11話・第13話）
あかりの編集担当。

#### ゲスト

##### 第4話
かのん
演 - 金子莉彩（第12話）
楓子の友達。月に一度はおうち焼肉を食べており、朔太郎に父親特製のタレのレシピを渡す。
楓子の家に遊びに来た際、タケノコづくしの料理でもてなされる。
かのんの母
演 - 平野舞（第12話）

##### 第5話
テレビの声
声 - 夏目実幸、石神まゆみ
楓子がヘッドフォンをつけて視聴するドラマの登場人物の声。

##### 第8話
カレピ
演 - 岩田明純
楓子が妄想するあかりの彼氏。

##### 第13話
幸泉冴子
演 - いとうあさこ
朔太郎の父のはとこの嫁。朔太郎を養子として迎え入れたいと提案する。

### スタッフ
- 原作 - 羽鳥まりえ『半熟ファミリア 腹ペコ兄妹の熟成レシピ』（ぶんか社刊）[6]
- 脚本 - 木滝りま[6]、いながわ亜美、西永貴文[6]
- 監督 - 松永洋一、山田篤宏[6]、小川大輔、伊藤大輔[6]
- オープニングテーマ - Flight-A from GREEN KIDS「Família」[12]
- 主題歌 - ダンス☆マン「みっつの袋」[13]
- 音楽 - 諸橋邦行
- レシピ制作 - はらゆうこ、山崎千裕
- 劇中料理 - 窪田明子、金納真奈美
- 技術協力 - ビデオフォーカス
- 美術協力 - Beans
- ポスプロ - ビーグル
- プロデューサー - 村崎冬季（BS松竹東急）[6]、渡邉浩仁（日テレ アックスオン）[6]、大田貴史（日テレ アックスオン）[6]、菅野和佳奈（R.I.S Enterprise）[6]、松永洋一（R.I.S Enterprise）[6]
- 製作 - BS松竹東急、日テレ アックスオン

### 放送日程
| 話数   | 放送日  | サブタイトル                               | きょうの料理をつくってみよう！        | 脚本         | 監督     |
| ------ | ------- | ------------------------------------------ | ------------------------------------- | ------------ | -------- |
| 1皿目  | 4月03日 | わが家の漬物、家族って、なんじゃ?          | ぬかづけをつくってみよう!             | 木滝りま     | 松永洋一 |
| 2皿目  | 4月10日 | 野菜嫌いの楓子、餃子ってすごい！           | わが家のギョーザをつくってみよう!     | 木滝りま     | 松永洋一 |
| 3皿目  | 4月17日 | あかり特製 2日目のカレーうどん             | 2日目のカレーうどんをつくってみよう!  | 木滝りま     | 松永洋一 |
| 4皿目  | 4月24日 | おうち焼肉 わが家の手作りダレ              | おうち焼肉をつくってみよう!           | いながわ亜美 | 小川大輔 |
| 5皿目  | 5月01日 | 失敗なんてない!ワケありおでん              | ワケありおでんをつくってみよう!       | いながわ亜美 | 小川大輔 |
| 6皿目  | 5月08日 | すぐ消えるタカラモノ、真夜中の味噌ラーメン | 真夜中の味噌ラーメンをつくってみよう! | 西永貴文     | 小川大輔 |
| 7皿目  | 5月15日 | 誰かのためにできること ロール白菜          | ロール白菜をつくってみよう!           | 西永貴文     | 伊藤大輔 |
| 8皿目  | 5月22日 | あかりの誕生日、禁断のカジチュチュ         | 禁断の果実酒をつくってみよう!         | いながわ亜美 | 伊藤大輔 |
| 9皿目  | 5月29日 | 父のご褒美メニュー、豚肉の赤ワイン煮       | 豚肉の赤ワイン煮をつくってみよう!     | 西永貴文     | 伊藤大輔 |
| 10皿目 | 6月05日 | 家族の運動会、オープンいなり寿司           | オープンいなりをつくってみよう!       | 木滝りま     | 山田篤宏 |
| 11皿目 | 6月12日 | イカの塩辛、捨てられない思い出             | イカの塩辛をつくってみよう!           | いながわ亜美 | 山田篤宏 |
| 12皿目 | 6月19日 | ともだちの笑顔、たけのこパーティー         | チンジャオロースをつくってみよう!     | 西永貴文     | 松永洋一 |
| 13皿目 | 6月26日 | 家族をつなぐ魔法の料理、楓子のカレー       | -                                     | 木滝りま     | 松永洋一 |

| BS松竹東急 月曜ドラマ                                              | BS松竹東急 月曜ドラマ                     | BS松竹東急 月曜ドラマ                                    |
| 前番組                                                             | 番組名                                    | 次番組                                                   |
| ------------------------------------------------------------------ | ----------------------------------------- | -------------------------------------------------------- |
| À Table! 〜歴史のレシピを作ってたべる〜 （2023年1月9日 - 3月27日） | 半熟ファミリア （2023年4月3日 - 6月26日） | カメラ、はじめてもいいですか? （2023年7月3日 - 9月18日） |